# Jean-Frédéric-Albert Wachsmuth
Pour les articles homonymes, voir Wachsmuth.
Jean-Frédéric-Albert Wachsmuth né à Mulhouse (Haut-Rhin, France) le 23 novembre 1808 et mort dans la même ville le 15 novembre 1853 est un dessinateur et illustrateur français.

## Biographie
Jean-Frédéric-Albert Wachsmuth est né à Mulhouse en 1808, de l'union de Marie Madeleine Thierry et de François-Joseph Wachsmuth, artiste peintre d'origine strasbourgeoise et établi à Mulhouse. Deux des frères de Jean-Frédéric-Albert Wachsmuth sont également artistes : Ferdinand (1802-1869), peintre établi à Paris et Jean-Pierre Wachsmuth (né en 1812), peintre établi aux États-Unis.
Célibataire, Jean-Frédéric-Albert Wachsmuth meurt d'une tumeur blanche au pied gauche à l'hospice civil de Mulhouse le 15 novembre 1853,.

## Œuvre
Ses dessins ne sont pas sans valeur, selon Ernest Meininger. En 2005, Gérard Leser rassemble des dessins de Wachsmuth pour illustrer l'ouvrage Le monde paysan des alentours de Sainte-Marie-aux-Mines en 1840.